# 2015年上海
|        | 上海历史 |
| 世紀： | 20世紀上海 \| 21世紀上海 \| 22世紀上海                                                                                     |
| 年代： | 1980年代上海 \| 1990年代上海 \| 2000年代上海 \| 2010年代上海 \| 2020年代上海 \| 2030年代上海 \| 2040年代上海               |
| 年份： | 2011年上海 \| 2012年上海 \| 2013年上海 \| 2014年上海 \| 2015年上海 \| 2016年上海 \| 2017年上海 \| 2018年上海 \| 2019年上海 |
| 紀年： | 乙未年（羊年）、上海开埠172周年、上海设市88周年                                                                            |

## 主要官员

### 党委
- 市委书记：韩正

### 人大
- 人大常委会主任：殷一璀

### 政府
- 市长：杨雄

### 法院
- 院长：崔亚东

### 检察院
- 检察长：陈旭

### （党）纪委
- 书记：侯凯

### 政协
- 主席：吴志明

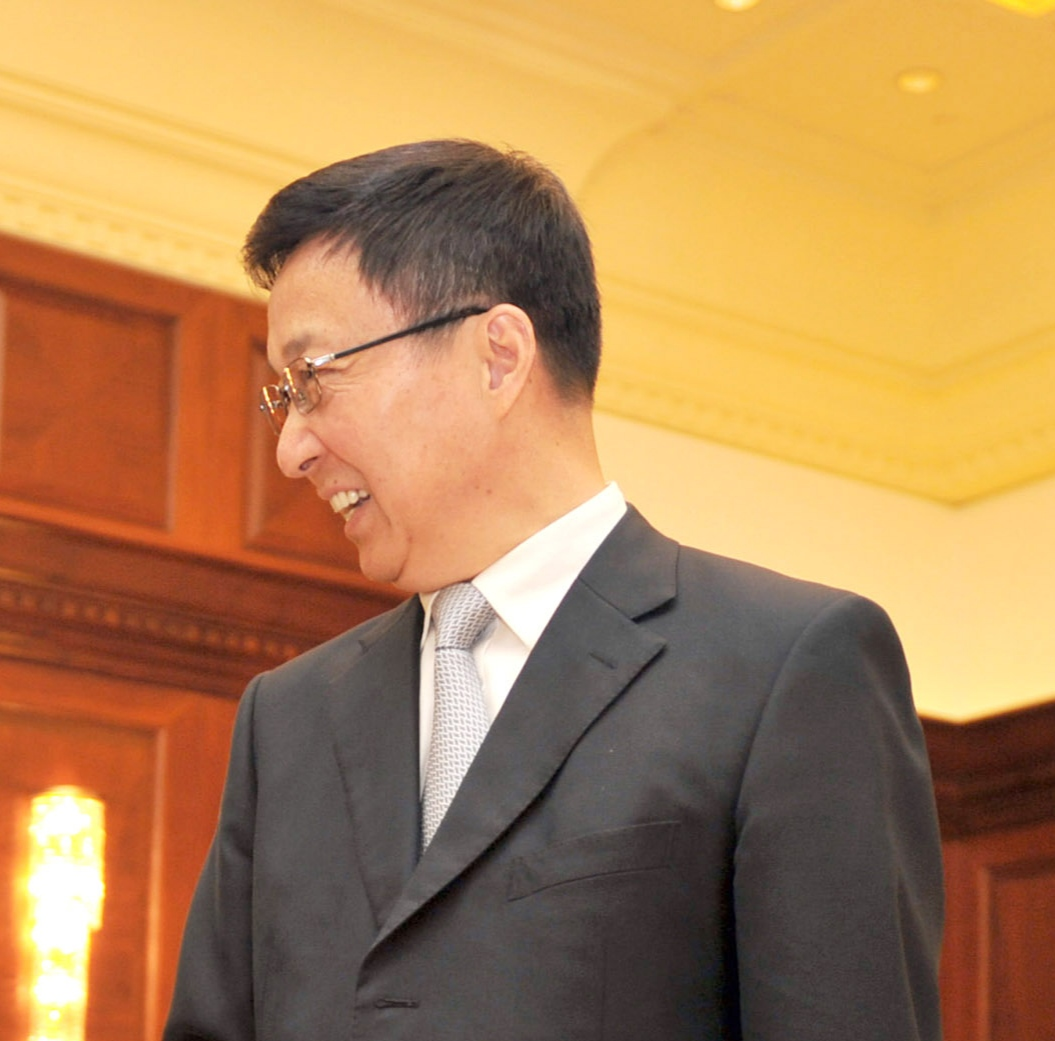
市委书记韩正
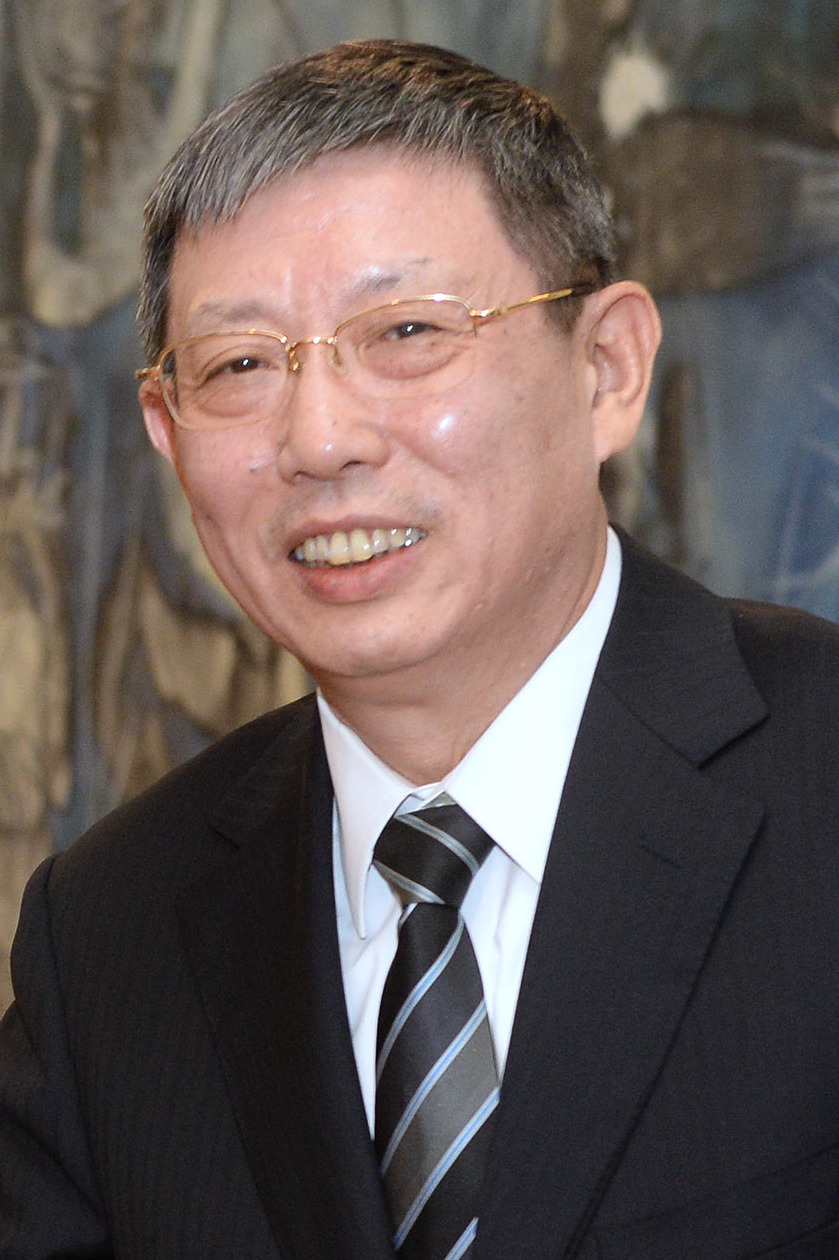
市长杨雄
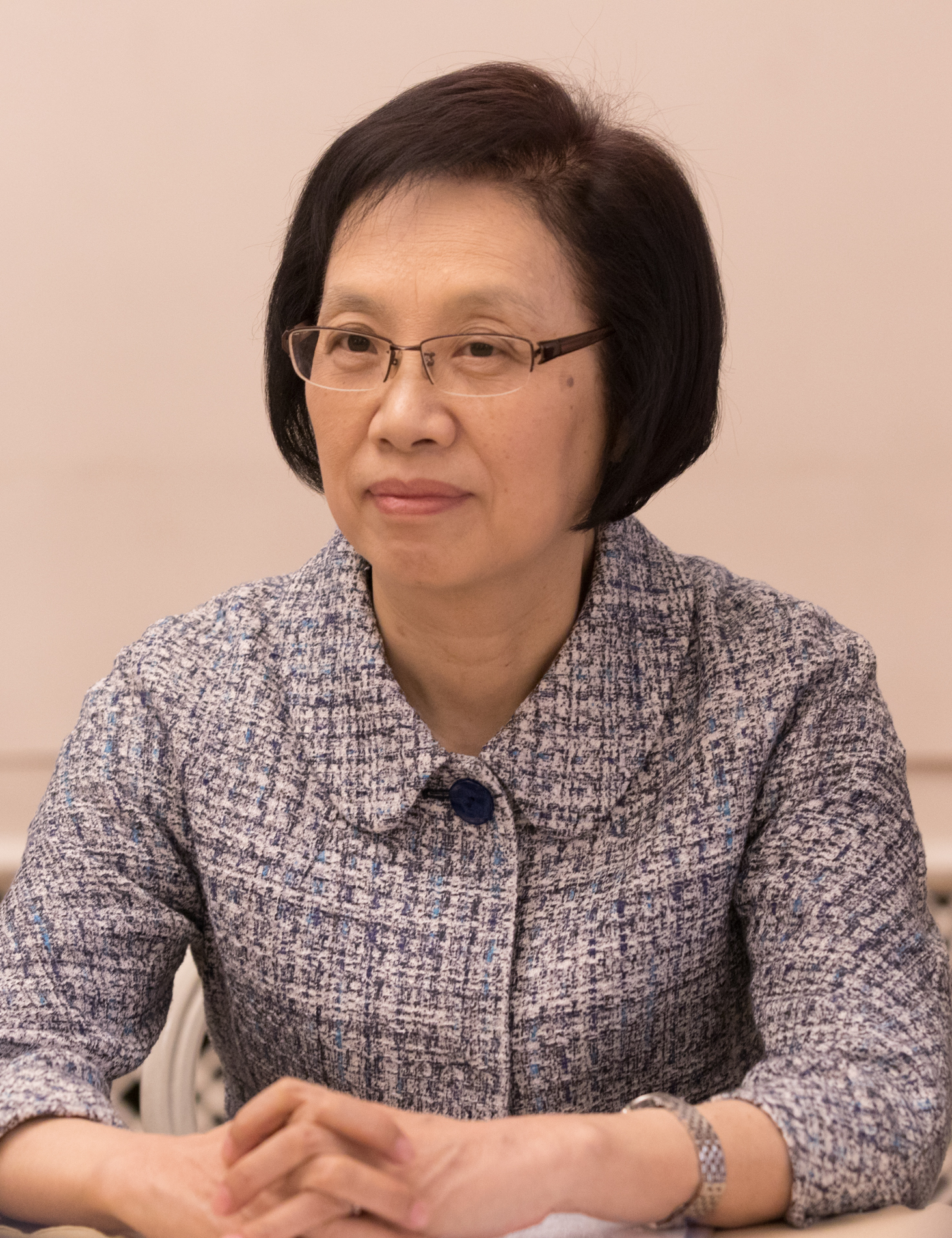
市人民代表大会常委会主任殷一璀

## 大事记
- 1月1日，元旦前夕發生嚴重傷亡的踩踏事故，上海於元旦日取消所有跨年慶祝活動[1][2]。
- 3月1日起——陆家嘴金融片区、金桥开发片区以及张江高科技片区将正式纳入上海自贸区范围，面积将扩大至120.72平方公里[3]
- 6月，金山区民众反对PX项目移建游行。
- 9—10月，国妇婴医院事件。
- 11月2日——中华人民共和国自主研制的C919大型客机首架机在上海中国商飞公司总装下线。

是年，上海十二五规划目标顺利完成，十届市委十次全会明确十三五规划发展总体部署。